# Takhir Abdukhalilovich Yuldashev
Takhir Abdukhalilovich Yuldashev (tiếng Nga: Тахир Абдухалилович Юлдашев Takhir Abdukhalilovich Yuldashev) (2 tháng 10 năm 1967  –  27 tháng 8 năm 2009) là thủ lĩnh dân quân người Uzbekistan của Phong trào Hồi giáo Uzbekistan, bắt đầu hoạt động chiến đấu trong tháng 12 năm 1991 mưu toan lật đổ chính quyền Uzbekistan, và có liên hệ với al-Qaeda. Taliban giúp cho Yuldashev vào ẩn núp ở vùng phía Bắc Afghanistan, tuy nhiên sau đợt xâm nhập của liên quân do Hoa Kỳ cầm đầu vào năm 2001, các phân tích gia tin rằng Yuldashev và các tay súng khác đã chạy qua phía Đông đến vùng có nhiều bộ tộc ở Pakistan. Yuldashev từng liên hệ đến những vụ nổi dậy ở Uzbekistan, Afghanistan và Pakistan với mục tiêu thành lập một quốc gia Hồi giáo ở vùng Trung Á.
Một phi cơ không người lái của Mỹ bắn chết Baitullah Mehsud, thủ lĩnh Taliban tại Pakistan, vào tháng 8 năm 2009. Lúc đó, Yuldashev và các tay chân của ông cũng ở cạnh đó. Theo các viên chức tình báo Pakistan, một phi đạn bắn vào Nam Waziristan vào cuối tháng 8 làm cho Yuldashev bị thương và thiệt mạng vài ngày sau đó. Tuy nhiên, Taliban phủ nhận tin này. Ngày 30 tháng 9 năm 2009, một người tự xưng là bảo vệ của Yuldashev báo cáo với tờ báo của Pakistan rằng Yuldashev đã thiệt vì vụ không kích của máy bay không người lái Mỹ không lau sau cái chết của Mehsud. Đây quả là một cú thốc lớn đối với dân quân hoạt động ở vùng bộ tộc Pakistan. Khoảng trống quyền lực để lại sau khi Yuldashev chết sẽ tạo một cơ hội tốt để mở cuộc tấn công đánh vào các tay súng của y, và của thủ lĩnh Taliban người Pakistan là Hakimullah Mehsud, mà người ta tin là có cứ điểm đặt ở Nam Waziristan. Hoa Kỳ và Pakistan chính thức sau đó xác nhận Yuldashev bị giết trong một vụ không kích ngày 27 tháng 8 năm 2009.